# Amami-Ōshima

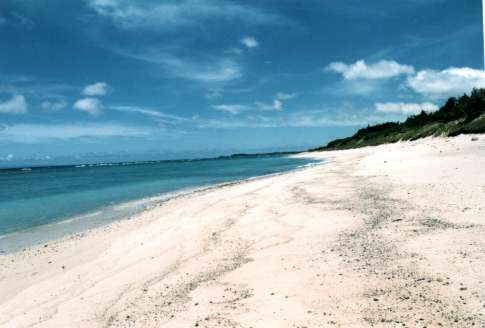
Kasari-stranden på nordöstra Amami-Ōshima

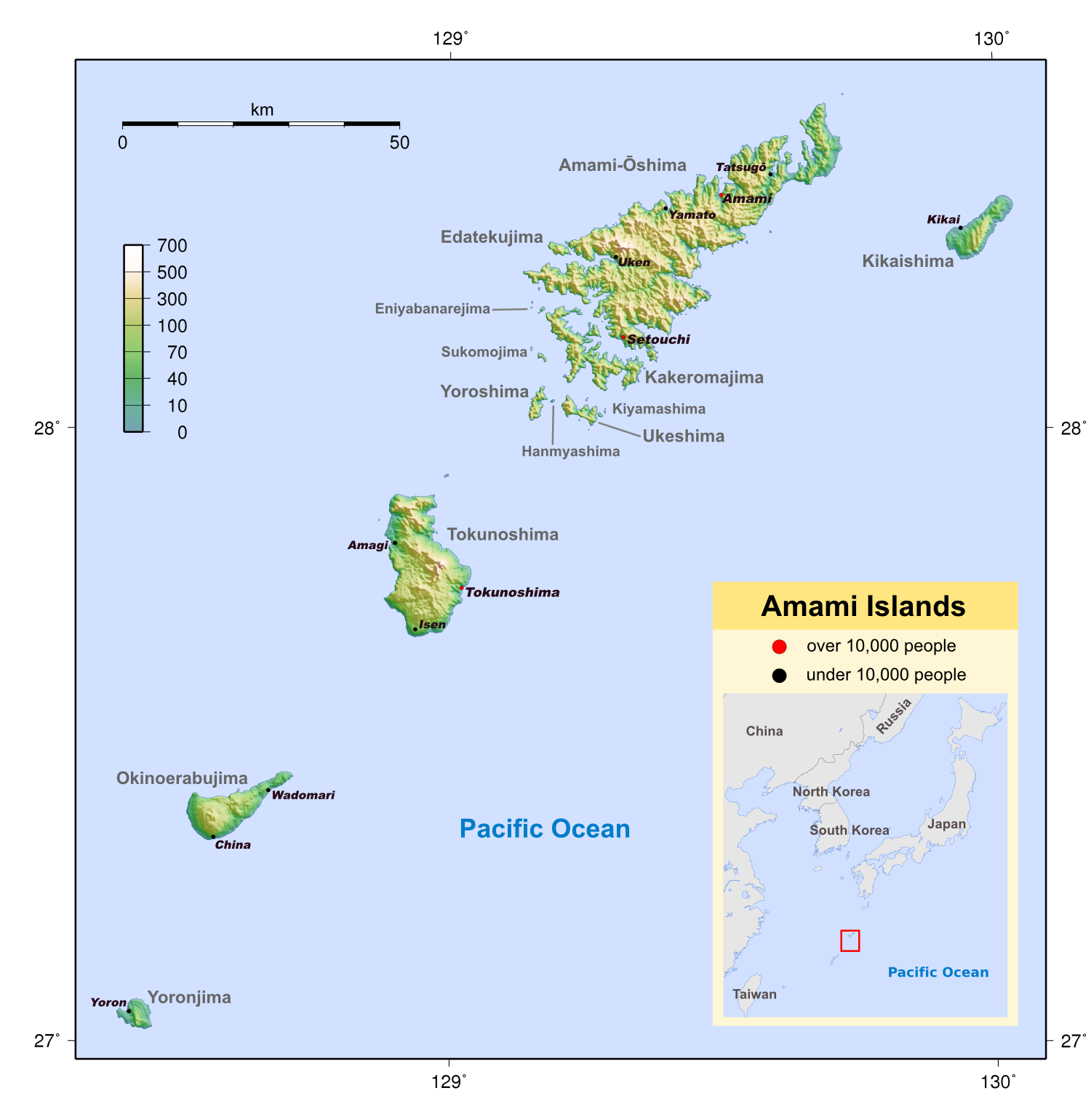
Amami-Ōshima längst upp

Amami-Ōshima (japanska: 奄美大島?, Amamiōshima) "Stora Amamiön" är huvudön bland Amamiöarna som tillhör Japan. 

## Geografi
Amami-Ōshima är den största ön bland Amamiöarna och ligger i nordvästra Stilla havet cirka 380 kilometer söder om Kyushuön och ca 250 km nordöst om Okinawaön.  
Ön är av vulkaniskt ursprung och har en area på 712 km². Klimatet på öarna är subtropiskt. Den högsta höjden är Mount Yuwandake på cirka 694 m ö.h. på öns södra del.
Ön har ca 73 600 invånare där de flesta bor i huvudorten Naze-shi ("Naze stad"), övriga större orter är Kasari och Tatsugo i norr, Yamato, Uken, Somiyoō och Setouchi i söder. Förvaltningsmässigt tillhör ön Kagoshima prefekturen. Orterna Naze, Kasari och Sumiyo sammanfogades 2006 till kommunen Amami-shi (Amami stad) men är egna orter.
Öns flygplats Amami Oshima Airport (flygplatskod ”ASJ”) har kapacitet för lokalt flyg och ligger på öns norra del. 

## Historia
Det är osäkert när öarna upptäcktes, de första dokumenterade omnämnandena finns i boken Nihonshoki från 720-talet.
Öarna utgjorde fram till 1624 en del i det oberoende kungadöme, Kungariket Ryukyu. En rad Gusukus (befästa slott) från den tiden finns än idag.
I mars 1609 invaderades Amamiöarna som första området i Ryūkyūriket av den japanska Satsumaklanen under den dåvarande Daimyo Shimatsu som då kontrollerade området i södra Japan. Ögruppen införlivades 1624 i Satsumariket.
1879 under Meijirestaurationen införlivades riket i Japan, och Amamiöarna blev först del i länet Ōsumi no Kuni (Ōsumi provinsen) och senare del i Kagoshima prefekturen.
Under andra världskriget ockuperades området våren 1945 av USA som förvaltade öarna fram till 1953 då de återlämnades till Japan.
Sedan februari 1974 är havet runt och vissa delar av ön ett skyddat område i den ca 7,8 hektar stora nationalparken "Amami-Gunto Quasi-National Park".  Parken är boplats för den utrotningshotade Ruri-kakesu ("Garrulus lidthi", amamiskrika) en art av nötskrikor och den svarta Amamino-kurousagi ("Pentalagus furnessi", amamihare), en art i familjen harar och området har även en stor mangroveskog